# L'Isola (1924-1947)
L'Isola fu un quotidiano fascista di Sassari fondato nel 1924, che dal 1939 ebbe anche una pagina giovanile che si sarebbe poi sviluppata in una pubblicazione autonoma, Intervento. Dal 1944, caduto il regime, si ebbe un graduale processo di defascistizzazione del giornale che tuttavia non modificò sostanzialmente la composizione della redazione. 
Nello stesso anno Eugenio Tavolara che, fino a quel momento, aveva svolto saltuariamente l'attività di critico d'arte, aveva iniziato a pubblicare regolarmente.   
Nel 1947 la testata cessò le pubblicazioni.